# Michael John Wise
Michael John Wise CBE, MC (17 août 1918 - 13 octobre 2015) est un universitaire britannique qui est professeur de géographie à l'Université de Londres.

## Jeunesse
Michael Wise est né à Stafford en 1918, fils de Harry Cuthbert Wise et de Sarah Evelyn Wise .
Après avoir fréquenté la Saltley Secondary School de Birmingham, il fréquente l'Université de Birmingham où il obtient son BA en géographie en 1939. Après le service de guerre, il retourne à Birmingham en tant que maître de conférences adjoint et conférencier, obtenant un doctorat en 1951. C'est à ce moment qu'il rencontre Gordon Warwick (en), un confrère assistant, qui devient un ami proche, Wise étant le parrain de la fille de ce dernier. Ils collaborent ensuite au British Association Handbook pour la réunion de Birmingham .
Pendant la seconde guerre mondiale, Wise sert dans l'armée britannique en Europe et au Moyen-Orient, atteignant le grade de major en 1944. Il reçoit la Croix militaire.

## Carrière
À la fin de son doctorat en 1951, Wise rejoint la London School of Economics en tant que chargé de cours, devenant Sir Ernest Cassel Reader en géographie économique en 1954 et professeur en 1958. Lors des troubles étudiants de 1968, il défend les trésors de la Map Room de la LSE et négocie leur exemption d'occupation lors d'un sit-in.
Wise est membre, président de nombreuses sociétés savantes, dont la British Association for the Advancement of Science, la Transport Studies Society, l'Union géographique internationale, la Geographical Association et la Royal Geographical Society.
Il est décédé le 13 octobre 2015 à l'âge de 97 ans .
Wise reçoit le prix RGS Gill Memorial (1958) et la médaille du fondateur (1977) ainsi que la médaille Alexander Körōsi Csoma de la Société géographique hongroise (1980), la médaille de la Société géographique de Tokyo (1981) et le Lauréat d'Honneur de l'UGI (1984). Il reçoit le CBE en 1979. L'Université de Birmingham lui décerne un doctorat honorifique en 1982. En 2008, son 90e anniversaire est marqué par un rassemblement de collègues et d'anciens étudiants de [LSE] .